# Koçarboğazı, Kale
Koçarboğazı là một xã thuộc huyện Kale, tỉnh Denizli, Thổ Nhĩ Kỳ. Dân số thời điểm năm 2010 là 186 người.